# Южно-Казахстанская медицинская академия
Акционерное общество «Южно-Казахстанская медицинская академия» (АО «ЮКМА») (каз. «Оңтүстік Қазақстан медицина академиясы» акционерлік қоғамы («ОҚМА» АҚ)) — один из ведущих медицинских вузов Казахстана. Открыт в 1979 году.

## История
Постановлением Совета Министров Казахской ССР от 03 июля 1979 года № 247 «Об организации филиала Алма-Атинского государственного медицинского института в городе Чимкенте» был открыт филиал АГМИ.
Постановлением Совета Министров Казахской ССР от 29 октября 1990 года № 429 филиал АГМИ был преобразован в Шымкентский государственный фармацевтический институт.
Постановлением Кабинета Министров Республики Казахстан от 14 июля 1994 года № 778 Шымкентский государственный фармацевтический институт был переименован в Шымкентский государственный медицинский институт.
Постановлением Правительства Республики Казахстан от 25 февраля 1997 года № 263 Шымкентский медицинский институт был реорганизован в Республиканское государственное казенное предприятие «Южно-Казахстанская государственная медицинская академия».
Постановлением Правительства Республики Казахстан от 08 июля 2009 года № 1037 Республиканское государственное казенное предприятие «Южно-Казахстанская государственная медицинская академия» было преобразовано в Республиканское государственное предприятие на праве хозяйственного ведения «Южно-Казахстанская государственная фармацевтическая академия».
Постановлением Правительства Республики Казахстан от 09 ноября 2016 года № 681 Республиканское государственное предприятие на праве хозяйственного ведения «Южно-Казахстанская государственная фармацевтическая академия» реорганизовано в Акционерное общество «Южно-Казахстанская государственная фармацевтическая академия» (справка о государственной регистрации юридического лица от 13 января 2017 года).
На основании решения № 1 Единственного акционера АО «ЮКГФА» от 13 февраля 2018 года АО «Южно-Казахстанская государственная фармацевтическая академия» переименовано в АО «Южно-Казахстанская медицинская академия» (справка о государственной перерегистрации юридического лица от 21 февраля 2018 года).

## Факультеты
- Факультет медицины
- Факультет фармации
- Международный факультет
- Деканат интернатуры и трудоустройства выпускников
- Отдел резидентуры
- Управление научно-клинической работы, докторантуры и магистратуры
- Факультет непрерывного профессионального развития
- Медицинский колледж
- Военная кафедра

## Ректоры
- 1979—1989 — Тегисбаев Есболган Тегисбаевич, к.фарм.н., доцент
- 1990—1993 — Ушбаев Кенесбай Ушбаевич, д.фарм.н., профессор
- 1993—1997 — Толебаев Райыс Кажыкенович, д.м.н., профессор, академик НАН РК
- 1997—1999 — Рысулы Мустафа, д.м.н., профессор
- 1999—2008 — Дайырбеков Орынбай Дайырбекович[каз.], д.м.н., профессор
- 2009—2018 — Сексенбаев Бахытжан Дерибсалиевич, д.м.н., профессор
- 2018—2024 — Рысбеков Мырзабек Мырзашевич, д.м.н., профессор
- с 2024 — Сейтжанова Жанна Серикжановна

## Известные[кому?]выпускники
- Цой Алексей Владимирович — Министр здравоохранения Республики Казахстан (2020—2021).
- Буркитбаев Жандос Конысович — Вице-министр здравоохранения Республики Казахстан (2020—2021).
- Асылбеков Нурлыбек Абибуллаевич — руководитель Управления здравоохранения г. Шымкент (с 05.2022).
- Пашимов Марат Орумбасарович — руководитель Управления здравоохранения Туркестанской области (с 04.2020).
- Позилов Бакытжан Джолдасбекович — руководитель Управления здравоохранения г. Шымкент (2020—2022).
- Кашкымбаева Ляззат Рсымбековна — руководитель Департамента Комитета контроля медицинской и фармацевтической деятельности по Южно-Казахстанской области (2011—2019)